# Roger Chatelain (typographe)
Pour les articles homonymes, voir Chatelain.
Roger Chatelain, né en 1938 à Delémont, dans le canton du Jura, est un typographe de nationalité suisse.  

## Biographie
Roger Chatelain effectue un apprentissage de compositeur typographe, puis complète une formation de linotypiste, enseignant graphique et correcteur. Il enseigne la typographie à l'École professionnelle de Porrentruy de 1964 à 1969, puis à Genève et Lausanne. À l'École romande des arts graphiques (ERAG), il exerce la fonction de maître principal de 1974 à 1978, puis de doyen, jusqu'en 2000. 

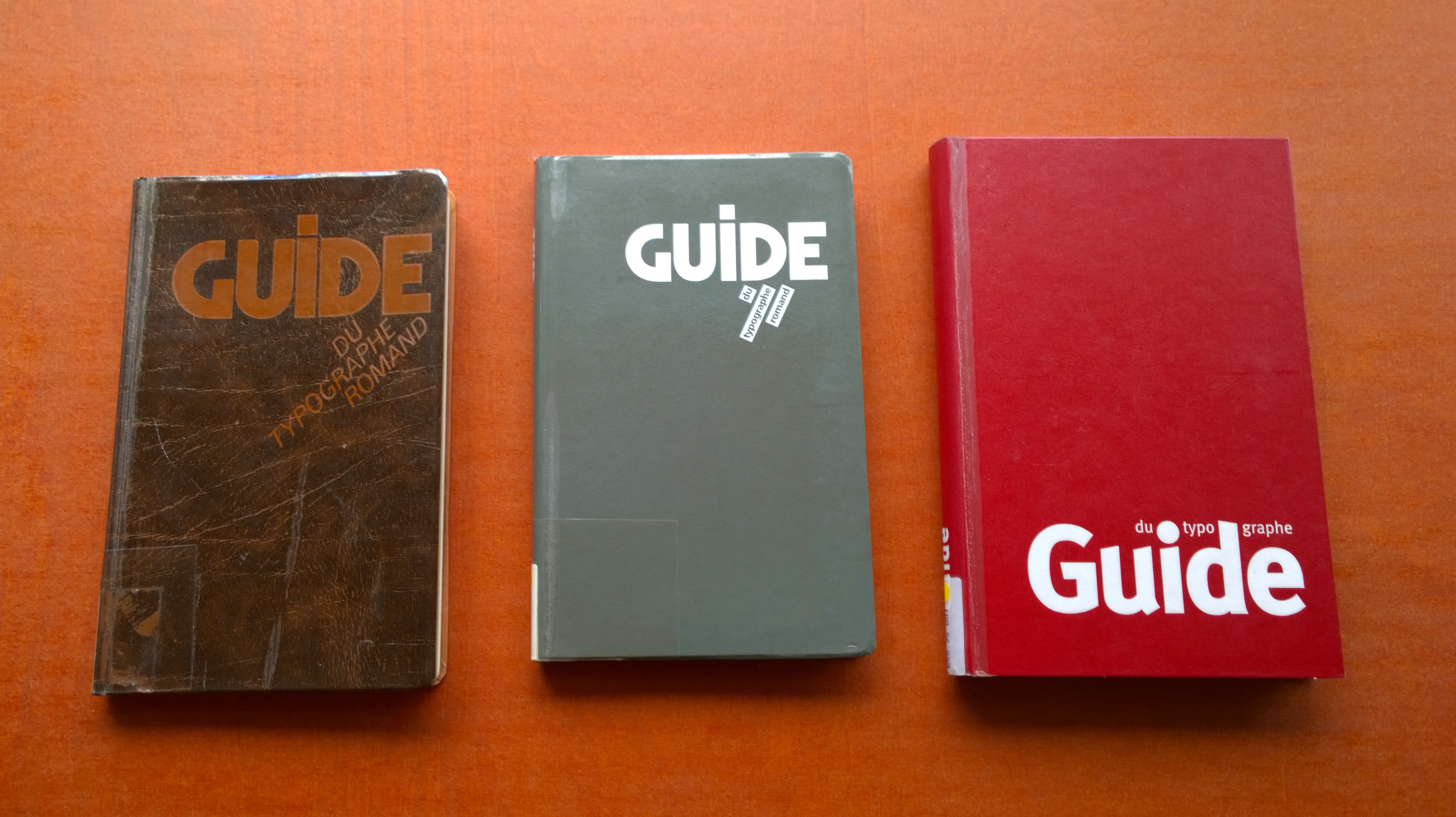
Trois éditions du Guide du typographe.

Roger Chatelain est l’auteur et coauteur de nombreux ouvrages traitant de graphisme et de typographie, parmi lesquels le Guide du typographe (dont il supervise plusieurs éditions),, la Typo du journaliste (1991, 1996), Rencontres typographiques (2003),, et La Typographie suisse du Bauhaus à Paris (2008).
Il intègre en 1970 l'équipe rédactionnelle de la Revue suisse de l'imprimerie (TM-RSI), et sera rédacteur en chef de la partie francophone de 1993 à 2000. Au fil des années, il publie dans cette revue près de cinq cents articles.
En 1990, il est l'un des initiateurs de la Journée romande de la typographie, conférence qui se tient tous les deux ans à Lausanne.

## Ouvrages publiés
- Dossier photocomposition, 1976, Erag, Lausanne. Tirage à part de la Revue suisse de l'imprimerie[6]
- Guide du typographe, supervision de plusieurs éditions (1993 - 2015).
- Rencontres typographiques, Lausanne, Éditions Eracom, 2003, 242 p. (ISBN 2-9700406-0-3)
- Pages épreuvées et corrigées, Le Mont-sur-Lausanne, Éditions Ouverture, 2006, 234 p. (ISBN 2-88413-118-3, OCLC 224947825)
- [Chatelain2008] La typographie suisse du Bauhaus à Paris, Lausanne, Presses polytechniques et universitaires romandes, coll. « Le Savoir suisse », 2008, 141 p. (ISBN 978-2-88074-771-8, lire en ligne)

### Chroniques typographiques
Cette série d'ouvrages, publiés aux éditions Ouverture, rassemble de courts articles consacrés à divers aspects de la culture typographique : les polices de caractère et leurs créateurs, l'histoire de l'imprimé, des anecdotes du monde l'édition en Suisse romande.
- [Chatelain2011] Du signe à la page  (préf. Christian Schmutz), Le Mont-sur-Lausanne, Éditions Ouverture, coll. « Son mot à dire », 2011, 158 p. (ISBN 978-2-88413-172-8)
- Le texte & l'image : Nouvelles chroniques typographiques  (préf. Alain Charpilloz), Le Mont-sur-Lausanne, Éditions Ouverture, coll. « Son mot à dire », 2012, 160 p. (ISBN 978-2-88413-193-3, OCLC 919030390)
- [Chatelain2014] Vous avez dit typographie ?  (préf. Alan Marshall), Le Mont-sur-Lausanne, Éditions Ouverture, coll. « Son mot à dire », 2014, 160 p. (ISBN 978-2-88413-325-8)
- Vingt-quatre tranches alphabétiques, Le Mont-sur-Lausanne, Éditions Ouverture, coll. « Son mot à dire », 2017, 160 p. (ISBN 978-2-88413-360-9)